# گولان (هوراند)
گولان یکی از روستاهای استان آذربایجان شرقی است که در دهستان دودانگه شهرستان هوراند واقع شده‌است.این روستا ۲۳۱ نفر جمعیت دارد.